# 아마드 테잔 카바

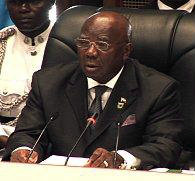
아마드 테잔 카바

알하지 아마드 테잔 카바(영어: Alhaji Ahmad Tejan Kabbah, 1932년 2월 16일 시에라리온 동부주 펜뎀부 ~ 2014년 3월 13일 시에라리온 프리타운)는 시에라리온의 정치인이다. 1996년 3월 29일부터 1997년 5월 25일까지, 1998년 3월 10일부터 2007년 9월 17일까지 시에라리온의 대통령을 역임했다.
동부주 펜뎀부(Pendembu) 출신이다. 영국 웨일스 에버리스트위스 대학교, 카디프 메트로폴리탄 대학교를 졸업했으며 경제학자, 변호사로 활동한 경력을 갖고 있다. 1973년부터 미국 뉴욕 주재 유엔 본부에서 근무하면서 유엔 개발 계획에 참여했고 1992년에 시에라리온으로 귀환했다.
1996년에 실시된 시에라리온 대통령 선거에서 시에라리온 국민당(Sierra Leone People's Party) 후보로 출마하면서 당선되었지만 1997년 5월 포다이 상코(Foday Sankoh)가 이끄는 혁명 연합 전선이 쿠데타를 통해 군사 혁명 평의회를 수립하면서 축출되고 만다. 1998년 3월 10일 나이지리아가 주도한 서아프리카 경제 공동체(ECOWAS)의 군사 개입을 통해 대통령직에 복귀하게 된다.
1999년에는 시에라리온 정부와 혁명 연합 전선이 토고 로메에서 로메 평화 협정을 체결했지만 혁명 연합 전선이 평화 협정을 무시하고 무력 분쟁을 일으키면서 시에라리온 내전은 계속 진행되었다. 2000년에는 영국, 유엔이 시에라리온 내전에 개입했다.
2002년 초반에는 시에라리온 내전이 종식되었음을 공식적으로 선언했다. 2002년에 실시된 시에라리온 대통령 선거에서 시에라리온 국민당 소속으로 출마하여 당선되었는데 국제 선거 감시단은 이 선거가 공정하고 자유로운 분위기에서 치러졌다고 밝혔다.